# Вірмено-іранський кордон
Вірмено-іранський кордон проходить вздовж річки Аракс. Довжина кордону — 35 км, що є найменшим державним кордоном як для Вірменії, так і для Ірану. У Вірменії поблизу кордону розташовані міста Мегрі та Агарак. Діє лише один пункт пропуску через кордон: з вірменської сторони — «Карчеван», з іранської — «Нурдуз».